# Wormaldia myanmari
Wormaldia myanmari is een fossiele soort schietmot uit de familie Philopotamidae.